# Sjungen, I himlar
Sjungen, I himlar är en lovpsalm med text skriven 1978 av Bo Setterlind och musik skriven 1978 av Gunnar Hahn.

## Publicerad i
- Psalmer och Sånger 1987 som nr 341 under rubriken "Lovsång och tillbedjan".[1]